# Heilig Hartbeeld (Gemert, Kerkstraat)
Het Heilig Hartbeeld is een standbeeld aan de Kerkstraat in de Nederlandse plaats Gemert, in de provincie Noord-Brabant.

## Achtergrond
Bij de Sint-Jans Onthoofdingkerk stond sinds 1918 een Heilig Hartbeeld gemaakt door Jan Custers. Toen er een nieuwe pastorie werd gebouwd aan de achterzijde van de kerk, wilde men ook daar een Heilig Hartbeeld. In de tuin werd een marmeren beeld geplaatst dat Wim Harzing in 1930 maakte.

## Beschrijving
Het witte, marmeren beeld toont een staande Christusfiguur in het voor Harzing karakteristieke, gestileerde ontwerp, met de linkerhand wijzend naar het Heilig Hart op de borst, de rechterhand opgeheven met breed afhangende mouw. Het beeld staat op een eenvoudige, bakstenen voetstuk.